# Ferenc Puskás
Ferenc Puskás Biró (maďarsky Puskás Ferenc, výsl. [puškáš], rozený Purczeld Ferenc, 1. dubna 1927 Kispest, Budapešť – 17. listopadu 2006 Budapešť) byl maďarsko-španělský fotbalista a trenér. Pelé ho roku 2004 zařadil mezi 125 nejlepších žijících fotbalistů. Figuruje na seznamu UEFA Jubilee 52 Golden Players.
Zemřel 17. listopadu 2006 v budapešťské nemocnici. Na sklonku života trpěl Alzheimerovou nemocí. Příčinou úmrtí byly horečka a zápal plic. Již za jeho života byl v roce 2002 na jeho počest přejmenován budapešťský Népstadion na Puskás Ferenc Stadion (Stadion Ference Puskáse). Je po něm pojmenována i Cena Ference Puskáse o nejhezčí gól roku, kterou uděluje FIFA od roku 2009 na základě hlasování fanoušků.

## Mládí
Ferenc Purczeld se narodil 1. dubna 1927 do německé (dunajské švábské) rodiny v Budapešti a vyrůstal v Kispestu, tehdejším předměstí, dnes části města. Jeho matka, Margit Biróvá (1904–1976), byla švadlenou. Svou kariéru začal jako junior v Kispest Honvéd, kde byl jeho otec, který dříve za klub hrál, trenérem.

## Klubová kariéra
Na klubové scéně se nejvíce proslavil v dresu Realu Madrid. Vrcholem byl duel finále PMEZ v roce 1960, kdy čtyřmi góly pomohl porazit Eintracht Frankfurt 7:3.

## Reprezentační kariéra

### Maďarsko
Během své reprezentační kariéry nastřílel za Maďarsko 84 reprezentačních gólů v 85 zápasech, debutoval 20. 8. 1945 v přátelském zápase v Budapešti proti Rakousku (k výhře 5:2 přispěl gólem). Je členem zlatého olympijského týmu z Helsinek 1952. Na MS ve Švýcarsku 1954 jako kapitán dovedl Maďarsko do finále, kde „neporazitelný“ tým prohrál překvapivě s Němci 2:3 (přitom v základní skupině duel obou týmů skončil drtivým vítězstvím Maďarů 8:3).

### Španělsko
Reprezentoval ve 4 utkáních i Španělsko, branku nevstřelil.